# بلغور (مشهد)
بلغور (مشهد)، روستایی از توابع بخش مرکزی شهرستان مشهد در استان خراسان رضوی ایران است.
روستای بُلقور یا بلغور در ۸۰ کیلومتری شمال غرب مشهد واقع در مرکز رشته کوه‌های هزار مسجد، منطقه سرد کوهستانی ودر ارتفاع ۲۰۰۰ متری سطح دریا قرار دارد.
دوره تابستان کوتاه وبیشتر سال سرما حاکم است. گویش مردم زبان ترکی شاخه آذری و از چهار طایفه کوسه، قریه (قرایی)، تین و دوقیه و تیره‌های اردلان و قوچو تشکیل شده‌اند. شغل اصلی اکثر مردم دامپروری کوچ رو به‌صورت ییلاق و قشلاق و همچنین به باغداری و کشاورزی مشغول هستند. نژاد گوسفند اصیل کردی این روستا طرفداران زیادی دارد. بهترین و با کیفیت‌ترین روغن زرد گوسفندی (سارویاق) و ماست خیکی (تخمه قتیق) منطقه هزار مسجد در این روستا تولید می‌شود. با توجه به کوهستانی و سرد سیر بودن روستا محصول باغی سیب درختی، سیب زمینی، گردو، آلو، زردآلو، گیلاس، آلبالو و… در این روستا برداشت می‌شود. این روستا پایتخت فرش دستباف به‌خصوص پالاس می‌باشد. پالاس بلغور در شمال شرق کشور شناخته شده و به چندین کشور صادر می‌شود.
اطراف این روستا در دهه‌ها و صده‌های قبل کاملاً پوشیده از درختان جنگلی اروس بوده که برای ساختن خانه و گرم کردن خانه‌ها در زمستان قطع می‌کردند که در حال حاضر به‌صورت اندک و پراکنده خودنمایی می‌کنند. یکی از کهنسال‌ترین درختان ارس منطقه هزار مسجد در این روستا به نام خوجا وجود دارد. همچنین درخچه‌های زرشک کوهی در دامنه کوه‌ها و دره‌ها وجود دارد که به همراه درختان اروس و دیگر گونه‌های گیاهی و جانوری، تحت حفاظت محیط زیست و منابع طبیعی می‌باشند.

## جمعیت
این روستا در دهستان کارده که قبلاً دهستان چولائی خانه می‌گفتند، قرار دارد و براساس سرشماری مرکز آمار ایران در سال ۱۳۸۵، جمعیت آن ۱٬۳۷۰ نفر (۳۰۸خانوار) بوده‌است.
به دلیل کوهستانی بودن و کمبود مراتع دام و زمین کشاورزی وباغی، بخش قابل توجهی از مردم روستا به شهر مهاجرت کرده، به‌طوری که در سرشماری سال ۱۳۹۵ جمعیت روستا به ۷۰۵ نفر کاهش پیدا کرده‌است.

## نام گذاری روستا
- در روایات عامیانه مردم روستا این داستان هم نقل می‌شود: زمانی که نادر در ابتدا سردسته قشون کلات بوده و در جنگی شکست می‌خورد و شب هنگام مهمان پیرزنی در بلغور می‌شود که با آش بلغور پذیرایی می‌شود که در لقمه اول به دلیل داغ بودن آش دهان نادر می‌سوزد و پیرزن که نادر را نمی‌شناخته مثالی از ناکامی نادر در جنگ‌های می‌زند و راه پیروز شدن را به نادر می‌گوید و این راهکار پیرزن سرآغازی می‌شود بر پیروزی‌های افسانه ای نادر در جنگ‌های آینده و نادر به پاس راهنمایی این پیرزن اسم روستا را بلغور می نامدو همچنین امتیاز دریافت خراج عبور کاروان‌ها به سمت کلات نادر را به این پیرزن می‌دهد.
- و در روایتی دیگر، در زبان ترکی بُل به معنای زیاد و پر می‌باشد و غار به معنای برف می‌باشد در واقع بلغار اشاره به پربرف بودن این منطقه دارد ولی کم‌کم نام روستا به بلغور تغییر یافته‌است.